# インタラクティブ・ライブ
インタラクティブ・ライブ（Interactive Live）とは、日本のミュージシャン・平沢進が主宰するマルチメディア・コンサートである。

## 概要
1994年より平沢進の主導のもと「ストーリー仕立ての観客参加型ライブ」として開催されており、音楽・映像・インターネット技術を融合したマルチメディア的な演出が特徴である。
2002年に開催された「デジタルコンテンツグランプリ2001」では、『インタラクティブ・ライブ・ショウ2000「賢者のプロペラ」』が最高賞である経済産業大臣賞と、エンターテインメント部門最優秀賞を受賞した。
1995年以降の公演映像は基本的に映像作品化されており、2021年11月には1996年に行われた『SIREN - 架空のソプラノ』のライブ音源が各種音楽配信サービスでリリースされた。
ライブのサポートメンバーとして、様々なゲストミュージシャンが招聘されることがあり、平沢がかつて活動していたP-MODELの元メンバーも多数出演している。

## 開催にいたるきっかけ
平沢進は1990年代初頭、デジタル技術の進展とインターネットの可能性に着目し、それらを活用した新しい音楽表現の在り方を模索していた。特に「ライブ」という形式における新たな臨場感と物語性の融合に関心を抱いていたとされる。
平沢は「ライブにおける身体性や演奏のリアルさではなく、情報の伝達装置としてのコンピューターの特性を活かした体験を設計したかった」と語っており、「せっかく手中に収めたインターネットというメディアを、自分の音楽のなかにどう取り込むか」という試みの一環であったとしている。

## パフォーマンス形式
インタラクティブ・ライブの観客は、ロールプレイングゲーム（RPG）のように、ステージ上に設置された巨大スクリーンに映し出される文字情報や映像で表現される物語の分岐を、声などの反応を通じて選択する。一般的なライブパフォーマンスが、あらかじめ設定された曲目を順番に演奏するのに対し、本公演では観客のリアクションに応じて演奏曲目も変化する。物語は複数の分岐点（ホット・ポイント）を持ち、数種類の結末（「グッドエンド」「バッドエンド」など）が用意されており、観客は望ましい結末へと導く選択を行う。
1998年以降は、演者と観客の双方向性を重視した形態へと発展し、インターネットを通じて現地の模様が生配信されるようになった。特設サイトにて提示される課題を解くことで、会場に来られない「在宅オーディエンス」もライブ進行に影響を与えることが可能となっている。
2003年のインタビューにて平沢は「現在はまだ、旧来のコンサートのように大都市の1カ所に観客が集合してショーを成立させるという形になっています。今後は、インターネットの中の自由度がもう少し高くなれば、インターネットの中でのライブというようなものへと移行、あるいは拡大していく可能性もあります」「観客のインタラクティブライブに対する姿勢の変化や技術、インフラの事情により左右されてくるものだと思います」と述べており、2013年に行われた『ノモノスとイミューム』以降、Ustreamを用いたストリーミング配信が導入され、ノートPCに取り付けられたWebカメラを通じてリアルタイムで中継された。さらに2021年に開催された『ZCON』では、高画質・高音質による有料ストリーミング配信が実施されている。
このようなストーリーの準備には約1年を要し、分岐に伴って演奏される楽曲が変わるため、通常のライブの2倍に相当する準備作業が必要である。当初はストーリーの分岐チャートが最大で108通りにまで膨れ上がっていたが、回数を重ねるごとに構成の見直しと簡略化が進められ、2000年時点では数十通りにまで整理されている。
2015年に開催された『WORLD CELL 2015』では、この特徴を活かした連動企画「過去向く士 Ψヶ原の策謀」が実施された。本企画では参加者が平沢の作業タスク管理を操作し、7ヶ月以内にライブ制作を行う試みがなされた。
初期の公演はAmigaコンピュータを用いて実施されていたが、当時の技術的制約により、些細なミスでシステムが停止することもあった。1998年のライブではエラーが発生し、約40分間の中断を余儀なくされた。平沢はこれらのリスクについて、「オーディエンスの反応やリアルタイムのアクセスによってストーリーが展開するため、演出だけで決められたシナリオを進めるのでは意味がない。リスクは大きいが、本番では緊張感と達成感を味わえる」と語っている。
Amigaを用いたライブの運用方法については、1994年10月発売のVHS作品『making of tokyo paranesian』にて平沢自身が詳述している。

## 公演
公演を収録した映像作品については「平沢進の作品#ライブ映像作品」を参照。